# Medalla al Mérito en el Ahorro
La Medalla al Mérito en el Ahorro es una condecoración civil española que premia a aquellas personas o entidades que hayan destacado por actuaciones que reflejen valores asociados al ahorro, por haber realizado investigaciones relacionadas con este campo o a las entidades relacionadas con él, o por iniciativas relevantes vinculadas con el desarrollo económico y social del ahorro o de las cajas españolas. Esta medalla se encuentra regulada por la Orden del Ministerio de Trabajo de 1 de febrero de 1947, por la que se crea la condecoración llamada «Medalla al Mérito en el Ahorro». Conforme a la orden que estableció su creación, esta distinción tiene una categoría única y su insignia está realizada en bronce. En la actualidad la Medalla al Mérito en el Ahorro es considerada la más alta condecoración española que se concede en el ámbito de las cajas de ahorros.